# Mariusz Kałamaga
Mariusz Kałamaga (ur. 8 listopada 1981 w Bytomiu) – polski artysta kabaretowy, prezenter radiowy i telewizyjny, były członek i lider kabaretu Łowcy.B.

## Życiorys

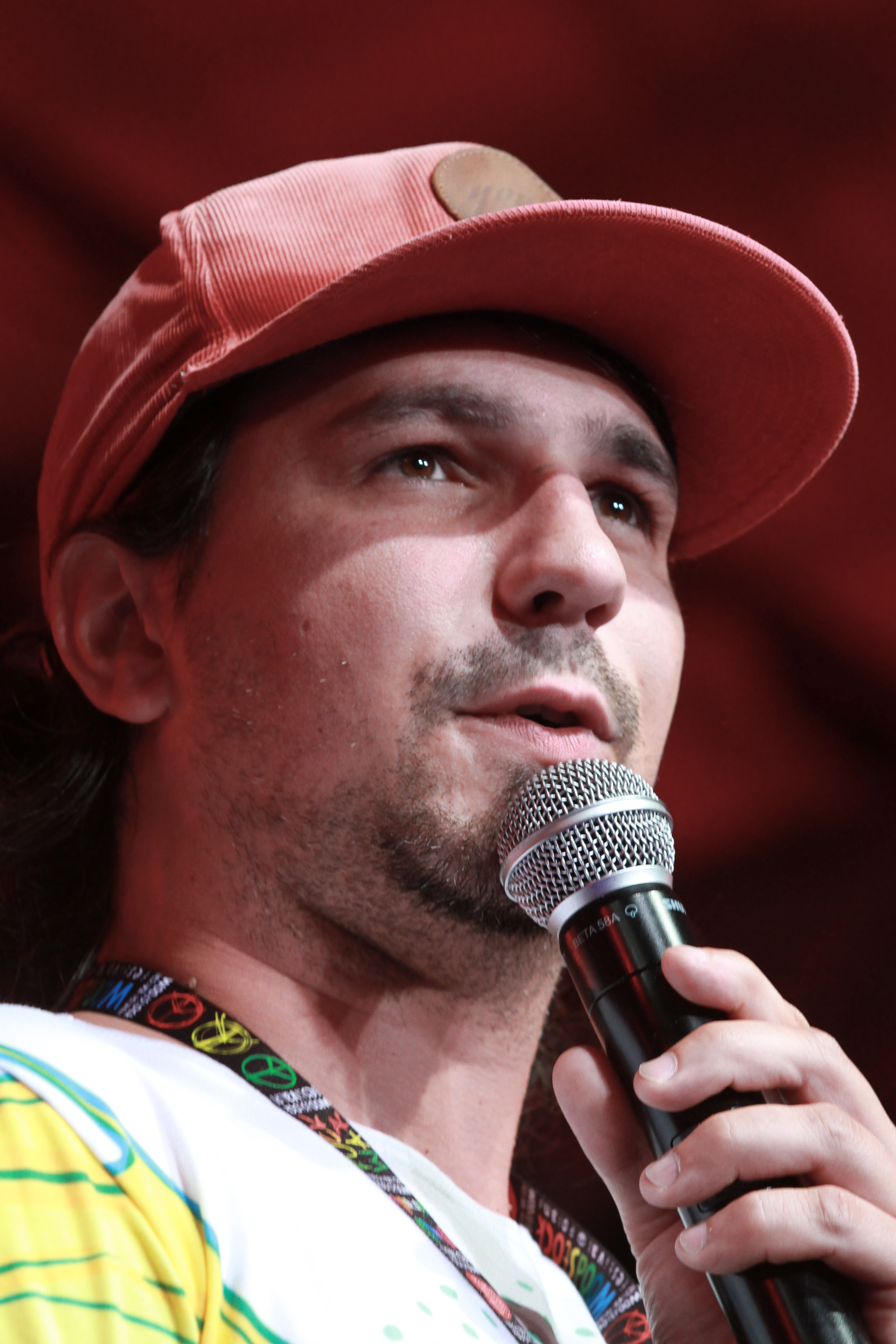
Kałamaga na Przystanku Woodstock (2015)

Jest synem Krystyny i Tadeusza Kałamagów. Ukończył Liceum Ekonomiczne w Bytomiu. Studiował animację społeczno-kulturalną na Wydziale Etnologii i Nauk o Edukacji Uniwersytetu Śląskiego w Cieszynie. Z kolegami poznanymi na studiach założył kabaret Łowcy.B. W 2003 na XIX Przeglądzie Kabaretów PaKA w Krakowie otrzymał nagrodę specjalną za „fantastyczność”. W 2009 zdobył nagrodę Świry w kategorii Artysta.
W latach 2008–2009 współprowadził program Piotr Bałtroczyk na żywo, w którym przeprowadził rozmowy z zaproszonymi gośćmi w barze U Piotra. W 2010 współprowadził programy rozrywkowe telewizji Polsat: Tylko nas dwoje. Just the Two of Us i Stand up. Zabij mnie śmiechem. Jest jednym ze współtwórców Punkowej Grupy Rozweselającej o nazwie Ja mmm chyba ściebie, z którą wystąpił w programie Must Be the Music. Tylko muzyka (2011) i na Przystanku Woodstock (2013). 19 grudnia 2014 ogłosił, że opuszcza grupę Łowcy.B.
Od 2015 pracuje w radiu RMF FM, w którym współprowadzi poranny program Wstawaj, szkoda dnia. Wiosną 2017 brał udział w siódmej edycji programu rozrywkowego Polsatu Dancing with the Stars. Taniec z gwiazdami. Wiosną 2019 poprowadził program rozrywkowy Polsatu Śpiewajmy razem. All Together Now. W 2021 wraz z Elżbietą Romanowską został prowadzącym program rozrywkowy Fort Boyard na Viaplay Polska. Od 1 czerwca 2023 jest jednym z komentatorów satyryczno-publicystycznego programu Szkło kontaktowe w TVN24.